# Crețești, Gorj
Crețești este un sat ce aparține orașului Târgu Cărbunești din județul Gorj, Oltenia, România.

## Personalități
- George Uscătescu (1919 - 1995), filosof, estetician, sociolog.

 Acest articol despre o localitate din județul Gorj este deocamdată un ciot. Puteți ajuta Wikipedia prin completarea lui.